# Leingarten
Leingarten är en stad i Landkreis Heilbronn i regionen Heilbronn-Franken i Regierungsbezirk Stuttgart i förbundslandet Baden-Württemberg i Tyskland. Kommunen bildades 1 januari 1970 genom en sammanslagning av kommunerna Großgartach und Schluchtern. Kommunen fick stadsrättighet 1 januari 1920.